# فينتورا (كاليفورنيا)
فينتورا تكونت من اندماج عددة مجتمعات في عام 1866 ميلادية، مدينة سان بونافينتورا وعادة ماتطلق باسم فينتورا هي مقر المقاطعة في مقاطعة فينتورا.

## المناخ
يظهر الجدول التالي التغييرات المناخية على مدار السنة لفينتورا:
| البيانات المناخية لـفينتورا                                                                         | البيانات المناخية لـفينتورا | البيانات المناخية لـفينتورا | البيانات المناخية لـفينتورا | البيانات المناخية لـفينتورا | البيانات المناخية لـفينتورا | البيانات المناخية لـفينتورا | البيانات المناخية لـفينتورا | البيانات المناخية لـفينتورا | البيانات المناخية لـفينتورا | البيانات المناخية لـفينتورا | البيانات المناخية لـفينتورا | البيانات المناخية لـفينتورا | البيانات المناخية لـفينتورا |
| الشهر                                                                                               | يناير                       | فبراير                      | مارس                        | أبريل                       | مايو                        | يونيو                       | يوليو                       | أغسطس                       | سبتمبر                      | أكتوبر                      | نوفمبر                      | ديسمبر                      | المعدل السنوي               |
| --------------------------------------------------------------------------------------------------- | --------------------------- | --------------------------- | --------------------------- | --------------------------- | --------------------------- | --------------------------- | --------------------------- | --------------------------- | --------------------------- | --------------------------- | --------------------------- | --------------------------- | --------------------------- |
| الدرجة القصوى °ف (°م)                                                                               | 88 (31)                     | 91 (33)                     | 99 (37)                     | 100 (38)                    | 101 (38)                    | 102 (39)                    | 103 (39)                    | 103 (39)                    | 103 (39)                    | 103 (39)                    | 99 (37)                     | 96 (36)                     | 103 (39)                    |
| متوسط درجة الحرارة الكبرى °ف (°م)                                                                   | 66 (19)                     | 66 (19)                     | 65 (18)                     | 68 (20)                     | 68 (20)                     | 70 (21)                     | 73 (23)                     | 74 (23)                     | 74 (23)                     | 73 (23)                     | 70 (21)                     | 66 (19)                     | 69 (21)                     |
| المتوسط اليومي °ف (°م)                                                                              | 55.5 (13.1)                 | 56.5 (13.6)                 | 56.5 (13.6)                 | 59 (15)                     | 60.5 (15.8)                 | 63 (17)                     | 66 (19)                     | 67 (19)                     | 66.5 (19.2)                 | 64 (18)                     | 59.5 (15.3)                 | 55.5 (13.1)                 | 60.8 (16.0)                 |
| متوسط درجة الحرارة الصغرى °ف (°م)                                                                   | 45 (7)                      | 47 (8)                      | 48 (9)                      | 50 (10)                     | 53 (12)                     | 56 (13)                     | 59 (15)                     | 60 (16)                     | 59 (15)                     | 55 (13)                     | 49 (9)                      | 45 (7)                      | 52 (11)                     |
| أدنى درجة حرارة °ف (°م)                                                                             | 29 (−2)                     | 28 (−2)                     | 31 (−1)                     | 35 (2)                      | 39 (4)                      | 42 (6)                      | 44 (7)                      | 46 (8)                      | 42 (6)                      | 37 (3)                      | 33 (1)                      | 29 (−2)                     | 28 (−2)                     |
| معدل هطول الأمطار إنش (مم)                                                                          | 3.41 (87)                   | 3.90 (99)                   | 3.04 (77)                   | 0.72 (18)                   | 0.21 (5.3)                  | 0.05 (1.3)                  | 0.02 (0.51)                 | 0.07 (1.8)                  | 0.36 (9.1)                  | 0.36 (9.1)                  | 1.37 (35)                   | 2.11 (54)                   | 15.62 (397)                 |
| المصدر: http://www.weather.com/outlook/travel/businesstraveler/wxclimatology/monthly/graph/USCA1193 |                             |                             |                             |                             |                             |                             |                             |                             |                             |                             |                             |                             |                             |

## أعلام
- دانا إلكار
- سكين دايموند
- ماينارد فيرغسون
- جيري فين
- ديف إنجلاند
- كريستا ألين
- إستر رالستون
- لو أمندسون
- جيمس ستايسي
- جوردن كوبر